# Carrie Williams Clifford
Carrie Williams Clifford (1862 a Chillicothe, Ohio – 1934) fou una escriptora i activista en els drets de les dones i en el moviment de drets civils dels afroamericans als Estats Units.

## Vida
Clifford va créixer i estudiar a Ohio, on es va casar amb el legislador estatal H. Clifford i va fundar el Club de Lectura Minerva, que feia activitats literàries i culturals per al desenvolupament personal i la discussió de problemes socials. A principis de segle XX es va involucrar en l'Associació Nacional de Dones Negres i el 1900 va formar la Federació de Clubs de Dones Negres d'Ohio, de la que en va ser la primera presidenta. Fou editora del departament de dones del Cleveland Journal, un diari negre.
Al voltant del 1910 va emigrar amb la seva família a Washington DC, on va mantenir amistat amb W.E.B. Du Bois, Charles Chesnutt, Georgia Douglas Johnson i Alain Locke.
Clifford també fou membre del Moviment Niàgara, el predecessor del NAACP, del que va ser líder quan fou establert.
Va morir el 1934 i va ser enterrada a al Cementiri Woodland de Cleveland, Ohio.

## Obres

### Llibres
- Race Rhymes, Printed by R. L. Pendleton, Washington, D.C.: 1911.
- The Widening Light, Walter Reid Co., Boston MA: 1922.

### Poesia
- "Brothers." Opportunity. 1925
- "Lines to Garrison." Alexander’s Magazine 1 (1906–1907): 8–9.
- "Love’s Way (A Christmas Story)." Alexander’s Magazine 1 (1906–1907): 55–58.
- "Votes for Children." Crisis 10 (August 1915): 185.

### Assajos
- "Cleveland and its Colored People" (1905)
- (editor) Sowing for Others to Reap, Charles Alexander, Boston MA, 1900[4]